# Tingena tephrophanes
Tingena tephrophanes är en fjärilsart som först beskrevs av Edward Meyrick 1929.  Tingena tephrophanes ingår i släktet Tingena och familjen praktmalar. Inga underarter finns listade i Catalogue of Life.